# Stephen Dillane
Stephen J. Dillane (Kensington, London, 1956. november 30.) Tony-díjas angol színész.
Legismertebb televíziós szerepe 2012–2015 között Stannis Baratheon volt az HBO Trónok harca című fantasysorozatában.

## Filmográfia

### Film
| Év   | Magyar cím                            | Eredeti cím                   | Szerep                     | Magyar hang       |
| ---- | ------------------------------------- | ----------------------------- | -------------------------- | ----------------- |
| 1988 | Vakmerő játék                         | Business as Usual             | Mr. Dunlop                 |                   |
| 1990 | Hamlet                                | Hamlet                        | Horatio                    | Haás Vander Péter |
| 1996 | Képtelen képrablás                    | Two If by Sea                 | Evan Marsh                 | Kautzky Armand    |
| 1997 | Köszöntjük Szarajevóban!              | Welcome to Sarajevo           | Michael Henderson          | Kaszás Attila     |
| 1997 | Tűzfény                               | Firelight                     | Charles Godwin             | Kautzky Armand    |
| 1997 | Déjà Vu                               | Déjà Vu                       | Sean                       | Epres Attila      |
| 1998 | Szerelem és düh                       | Love and Rage                 | Dr. Croly                  | Németh Gábor      |
| 1999 |                                       | The Darkest Light             | Tom                        |                   |
| 2000 | Ártatlan bűnöző                       | Ordinary Decent Criminal      | Noel Quigley               | Rosta Sándor      |
| 2001 | Kémjátszma                            | Spy Game                      | Chuck Harker CIA-ügynök    | Fazekas István    |
| 2001 | Széfbe zárt igazság                   | The Parole Officer            | Burton felügyelő           | Csankó Zoltán     |
| 2002 | Charlie kettős élete                  | The Truth About Charlie       | Charlie                    | Juhász György     |
| 2002 | Charlie kettős élete                  | The Truth About Charlie       | Charlie                    | Varga Rókus       |
| 2002 | Az órák                               | The Hours                     | Leonard Woolf              | Lux Ádám          |
| 2003 | Gonosz falu                           | The Gathering                 | Simon Kirkman              | Széles Tamás      |
| 2004 | Artúr király                          | King Arthur                   | Merlin                     | Áron László       |
| 2004 | Menedék                               | Haven                         | Mr. Allen                  | Rosta Sándor      |
| 2005 | Ütős játék                            | The Greatest Game Ever Played | Harry Vardon               | Csankó Zoltán     |
| 2005 | Góóól!                                | Goal!                         | Glen Foy                   | Sörös Sándor      |
| 2005 |                                       | Nine Lives                    | Martin                     |                   |
| 2006 |                                       | Klimt                         | titkár                     |                   |
| 2007 | Góóól! 2.                             | Goal! 2: Living the Dream...  | Glen Foy                   | Sörös Sándor      |
| 2007 |                                       | Fugitive Pieces               | Jakob Beer                 |                   |
| 2007 | Kegyetlen báj                         | Savage Grace                  | Brooks Baekeland           | Rosta Sándor      |
| 2007 | Kegyetlen báj                         | Savage Grace                  | Brooks Baekeland           | Kőszegi Ákos      |
| 2008 |                                       | Freakdog                      | Dr. Harris                 |                   |
| 2009 | Tartozol a haláloddal                 | 44 Inch Chest                 | Mal                        | Kassai Károly     |
| 2009 | Vihar                                 | Storm                         | Keith Haywood              |                   |
| 2011 | Hétköznapi pár                        | Perfect Sense                 | Stephen Montgomery         | Rosta Sándor      |
| 2012 |                                       | Papadopoulos & Sons           | Harry Papadopoulos         |                   |
| 2012 | Londoni alvilág                       | Twenty8k                      | Edward Stone nyomozó       | Végh Péter        |
| 2012 | Zero Dark Thirty – A Bin Láden hajsza | Zero Dark Thirty              | nemzetbiztonsági tanácsadó | Rosta Sándor      |
| 2017 | A legsötétebb óra                     | Darkest Hour                  | Halifax vikomt             | Mertz Tibor       |
| 2017 | Mary Shelley – Frankenstein születése | Mary Shelley                  | William Godwin             |                   |
| 2018 | Törvényen kívüli király               | Outlaw King                   | I. Eduárd angol király     |                   |
| 2019 | A professzor és az őrült              | The Professor and the Madman  | Dr. Richard Brayne         | Czvetkó Sándor    |
| 2020 |                                       | The Man In The Hat            | The Damp Man               |                   |
| 2021 |                                       | Boxing Day                    | Richard                    |                   |
| 2024 | Parlagon                              | The Outrun                    | Andrew                     |                   |

### Televízió
| Év        | Magyar cím               | Eredeti cím                     | Szerep                     | Megjegyzések                                    |
| --------- | ------------------------ | ------------------------------- | -------------------------- | ----------------------------------------------- |
| 1985      | Remington Steele         | Remington Steele                | Bradford Galt              | 1 epizód                                        |
| 1986      |                          | Coronation Street               | Mark Siddall               | 1 epizód                                        |
| 1986–1991 |                          | Screen Two                      | riporter / Leonard Meopham | 2 epizód                                        |
| 1987      | Titkok kertje            | The Secret Garden               | Lennox százados            | tévéfilm                                        |
| 1988      |                          | The One Game                    | Nicholas Thorne            | minisorozat (4 epizód)                          |
| 1988      |                          | Christabel                      | Peter Bielenberg           | minisorozat (4 epizód)                          |
| 1988      | Képzeletbeli viszony     | The Face of Trespass            | Gray Harston               | - tévéfilm - magyar hangja: - Gáspár Sándor     |
| 1989      |                          | The Yellow Wallpaper            | John                       | tévéfilm                                        |
| 1991      |                          | Boon                            | Paul Lyle                  | 1 epizód                                        |
| 1991      |                          | The Ruth Rendell Mysteries      | Philip Blackstock          | 1 epizód                                        |
| 1992      |                          | Frankie's House                 | Antony Strickland          | minisorozat                                     |
| 1992      |                          | Hostages                        | Chris Pearson              | tévéfilm                                        |
| 1993      |                          | Soldier Soldier                 | Mike Davidson százados     | 1 epizód                                        |
| 1994      |                          | The Rector's Wife               | Jonathan Byrne             | minisorozat (3 epizód)                          |
| 1995      |                          | Performance                     | Mr. Blackmore              | 1 epizód                                        |
| 1998      |                          | Kings in Grass Castles          | Patsy                      | minisorozat (2 epizód)                          |
| 2000      |                          | Anna Karenina                   | Karenin                    | minisorozat (4 epizód)                          |
| 2001      | A Cazalet család         | The Cazalets                    | Edward Cazalet             | 6 epizód                                        |
| 2008      | John Adams               | John Adams                      | Thomas Jefferson           | minisorozat (6 epizód)                          |
| 2008      | Ellenséges területen     | The Shooting of Thomas Hurndall | Anthony Hurndall           | tévéfilm                                        |
| 2008      | Isten a vádlottak padján | God on Trial                    | Schmidt                    | - tévéfilm - magyar hangja: - Laklóth Aladár    |
| 2010      | Agatha Christie: Marple  | Agatha Christie's Marple        | Finch felügyelő            | 1 epizód                                        |
| 2012      |                          | Eternal Law                     | Carl                       | 2 epizód                                        |
| 2012      | A célpont                | Hunted                          | Rupert Keel                | 8 epizód                                        |
| 2012      |                          | Secret State                    | Paul J. Clark              | minisorozat (4 epizód)                          |
| 2012      |                          | Murder: Joint Enterprise        | Arlo Raglin                | 1 epizód                                        |
| 2012–2015 | Trónok harca             | Game of Thrones                 | Stannis Baratheon          | 24 epizód                                       |
| 2013      | Pusztító páros           | A Touch of Cloth                | Macratty                   | 2 epizód                                        |
| 2013–2018 |                          | The Tunnel                      | Karl Roebuck               | 24 epizód                                       |
| 2016      | A Korona                 | The Crown                       | Graham Sutherland          | 1 epizód                                        |
| 2020–     | Alex Rider               | Alex Rider                      | Alan Blunt                 | - főszereplő - magyar hangja: Dézsy Szabó Gábor |
| 2021      |                          | Vigil                           | Shaw ellentengernagy       | 6 epizód                                        |
| 2021      |                          | Red Election                    | William Ogilvy             | 10 epizód                                       |

## Színházi szerepek
- 2011. Négy kvartett
- 2005. Macbeth
- 2002. The Cost of Utopia -
- 2000. The Real Thing - Henry
- 1998. Ványa bácsi
- 1996. Endgame - Clov
- 1994. Hamlet
- 1993. Angels in America - Prior Walter
- 1989. The Beaux' Stratagem - Archer

## Díjak és jelölések
- Elnyert — Australian Film Institute Award, legjobb férfi főszereplő (drámai tévésorozat) (Kings in Grass Castles, 1998)
- Elnyert — Tony Award, legjobb férfi főszereplő (The Real Thing, 2000)
- Jelölés – Broadcast Film Critics Association Award, legjobb színészgárda (Az órák, 2002)
- Jelölés – Phoenix Film Critics Society Award, legjobb színészgárda (Az órák, 2002)
- Jelölés – Screen Actors Guild Award, legjobb színészgárda (Az órák, 2002)
- Jelölés – Gotham Award, legjobb szereplőgárda (Nine Lives, 2005)
- Jelölés — Emmy-díj, legjobb férfi mellékszereplőnek (televíziós minisorozat vagy tévéfilm) (John Adams, 2008)
- Elnyert — BAFTA-díj, legjobb TV színész (Ellenséges területen, 2008)
- Elnyert — San Diego Film Critics Society Award, legjobb szereplőgárda (Mal, 2009)